# Furacão Henriette (2007)
O furacão Henriette foi o décimo primeiro ciclone tropical, a oitava tempestade nomeada e o terceiro furacão da temporada de furacões no Pacífico de 2007. Henriette formou-se de uma área de distúrbios meteorológicos em 30 de agosto e tornou-se uma tempestade tropical no dia seguinte. O sistema continuou perto da costa pacífica do México, a atingindo por duas vezes. Nove pessoas morreram em resultado da passagem do furacão e os danos totais foram calculados em cerca de $275 milhões de pesos mexicanos ($25 milhões de dólares).

## História meteorológica

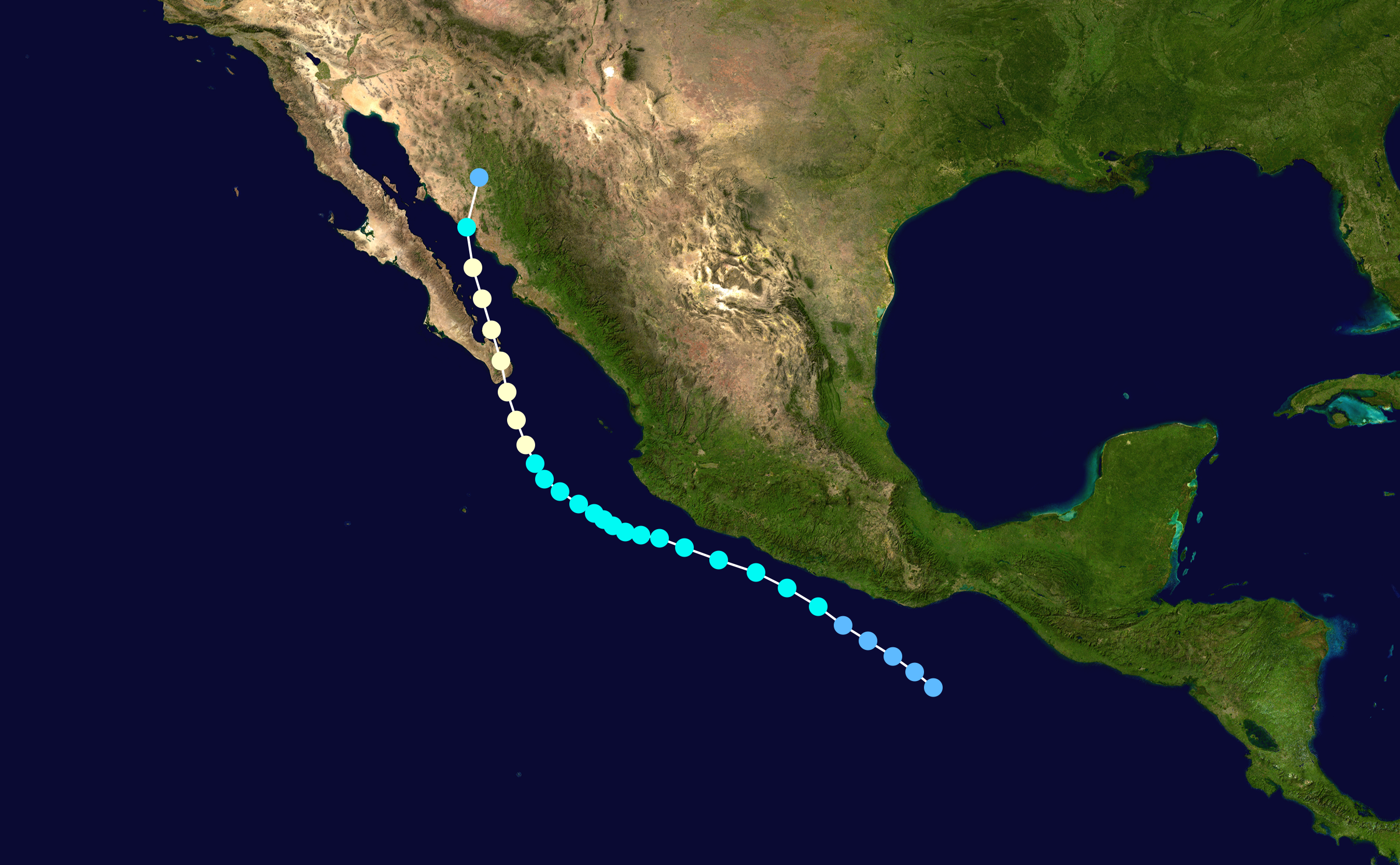
O caminho de Henriette

O furacão Henriette formou-se de uma onda tropical que deixou a costa ocidental da África em 20 de Agosto e moveu-se sobre o Oceano Atlântico. A onda produziu algumas áreas de convecção de ar no Mar do Caribe, mas alcançou a América Central antes que um maior desenvolvimento pudesse ocorrer. Em 29 de Agosto, a onda moveu-se para oeste, alcançando o Oceano Pacífico nordeste, produzindo algumas áreas de tempestades e trovoadas. No final daquele dia, uma pequena área de baixa pressão formou-se em associação à onda a cerca de 645 km a sudeste de Acapulco, México. As áreas de convecção se organizaram na madrugada de 30 de Agosto e por volta das 06:00 UTC daquele dia, o sistema tornou-se uma depressão tropical a cerca de 580 km a sudeste de Acapulco.
O ciclone inicialmente seguiu para oeste-noroeste, movendo-se na periferia de uma alta subtropical que estava localizada sobre o oeste do Golfo do México. A depressão se organizou e tornou-se uma tempestade tropical por volta do meio-dia de 31 de Agosto a apenas 140 km ao sul de Acapulco. Nas 36 horas seguintes, Henriette se fortaleceu lentamente e continuou a ir para oeste-noroeste, paralelamente à costa pacífica do México e seu centro passou a apenas 75 km  da costa. Apesar de que neste período o centro de Henriette não tenha atingido a costa, as suas bandas de tempestades externas trouxeram chuvas fortes a porções da costa pacífica mexicana, especialmente perto de Acapulco.
Então, Henriette seguiu para oeste, afastando-se da costa do México no final de 1 de Setembro, assim que outra alta subtropical formava-se ao norte do país. Por volta das 06:00 UTC do dia seguinte, os ventos constantes de Henriette atingiram a velocidade de 100 km/h no momento em que a tempestade estava localizada a 175 km de Manzanillo. A tempestade continuou com esta intensidade nos dois dias seguintes assim que seguia para noroeste, passando a 325 km a oeste de Cabo Corrientes, México. Por volta das 06:00 UTC de 4 de Setembro, Henriette tornou-se um furacão assim que começou a seguir para norte-noroeste, em direção a Península da Baixa Califórnia, à frente de um cavado de média-latitude que se aproximava da costa oeste dos Estados Unidos. Por volta de meio-dia UTC do mesmo dia, Henriette atingiu seu pico de intensidade, com ventos constantes de 130 km/h, localizado a cerca de 140 km a sul-sudeste de Cabo San Lucas, México. Henriette atingiu Cabo San Lucas nove horas depois, com ventos constantes de 125 km/h. Continuando a seguir para norte-noroeste, Henriette emergiu no Golfo da Califórnia na madrugada de 5 de Setembro. A breve interação de sua circulação ciclônica com terra causou o ligeiro enfraquecimento de Henriette, mas o furacão permanecia como um furacão de categoria 1 na Escala de Furacões de Saffir-Simpson na maior parte daquele dia. No final de 5 de Setembro, Henriette começou a se enfraquecer e atingiu a costa perto de Guaymas, México, por volta de meia-noite de 6 de Setembro, com ventos constantes de aproximadamente 110 km/h. Henriette deteriorou-se rapidamente sobre os terrenos montanhosos do noroeste do México e dissipou-se seis horas depois de ter atingido a costa.

## Preparativos
O primeiro aviso sobre Henriette foi emitido em 30 de agosto às 21:00 UTC enquanto a tempestade era ainda uma depressão tropical para a costa pacífica do México entre Acapulco e Lagunas de Chacahua. Ao mesmo tempo, foi emitido um alerta de tempestade tropical entre Acapulco e Zihuatanejo. Em 31 de Agosto, um alerta de furacão foi emitido para a costa entre Manzanillo e Cabo Corrientes. Estes avisos e alertas foram sendo modificados conforme o progresso de Henriette, que seguia paralelamente à costa pacífica do México, até 2 de Setembro, quando todos os alertas e avisos foram descontinuados. Assim que o furacão aproximava-se da Península de Baja California, avisos e alertas de furacão foram emitidos para a região. Posteriormente, também foram emitidos para a costa da província de Sonora. Estes novos avisos e alertas foram descontinuados em 6 de Setembro, com a dissipação da tempestade.
Em 31 de agosto, o ministro da educação de Guerrero, México, fechou as escolas e os portos. Encarando a possibilidade da tempestade se tornar um furacão, as docas dos portos foram fechadas para embarcações pequenas e os pescadores foram proibidos de ir para o mar. Foram postos bandeiras azuis e amarelos como uma medida preventiva para banhistas que estavam na região.
A polícia local recomendou à população, principalmente para aqueles que viviam em locais de alto risco, que não deixassem suas casas até que fosse necessário e escolhessem a melhor rota de fuga e abrigos temporários.

## Impactos
Henriette atingiu duramente a cidade de Acapulco, México. Apesar do centro da tempestade nunca tivesse se aproximado a menos de 125 km da costa, a tempestade trouxe chuvas torrenciais ao longo da costa, causando deslizamentos de terra. Três pessoas foram mortas depois que uma enorme pedra atingiu a casa onde eles viviam, e outras três pessoas foram mortas quando a casa onde eles viviam se colapsou parcialmente.
Em Baja California Sur, a ameaça do furacão provocou a retirada de 300 pessoas. No estado, mais precisamente em Los Planes a precipitação de chuva alcançou 229 mm. Dois pescadores foram mortos por Henriette próximo à costa de Sonora. Outra pessoa morreu devido às grandes ondas no Golfo da Califórnia.
Os danos no México foram calculados em $275 milhões de dólares, principalmente no estado de Sonora.